# Scuola di danza dell'Opéra di Parigi
La Scuola di danza dell'Opéra di Parigi è la scuola che forma i futuri danzatori e le future étoiles del Balletto dell'Opéra di Parigi , una delle più prestigiose compagnie di danza classica del mondo. Fondata nel 1713 da Luigi XIV, la scuola è oggi considerata come la migliore al mondo. Per questo ha anche una reputazione di grande durezza e difficoltà.
La formazione in questa scuola è diventata un passaggio quasi obbligato per ottenere un ingaggio nel Balletto dell'Opéra di Parigi. In tempi recenti, solo Ludmila Pagliero fra le étoiles e Hannah O'Neill fra le premières danseuses non si sono formate in questa istituzione.

## Storia
Il padre fondatore della scuola è Luigi XIV. Egli promulga nel 1713 il decreto che crea ufficialmente il «Conservatoire de danse», riservato ai danzatori dell'Académie royale de Musique. Nel 1780 un primo regolamento attesta che la scuola è interamente consacrata alla formazione dei bambini, adottando i principi della gratuità (voluto questo da Luigi XIV) e della selezione in ingresso, regolando tasse e stipendi e garantendo un inquadramento professionale agli allievi.

## Sede e insegnamento
Situata inizialmente in rue Saint-Nicaise, poi all'interno del Palais Garnier, la scuola si trasferisce nel 1987 in un nuovo edificio costruito da Christian de Portzamparc a Nanterre, nei pressi del parco André Malraux.
Tradizionalmente, gli allievi sono distribuiti in sei divisioni che rappresentano l'avanzamento negli studi. Un allievo entra in sesta divisione e termina la sua formazione in prima divisione. L'insegnamento è pluridisciplinare. Oltre ai diversi corsi di danza (classica, carattere, contemporanea, jazz, folklore e barocca) ci sono corsi complementari di musica, di mimo, di teatro, di diritto dello spettacolo, di storia della danza, di anatomia e di ginnastica .
Dal 1995 la frequenza è obbligatoria per tutti gli allievi fino al diploma.

### Ammissione
La selezione è molto rigorosa. Ogni anno sono ammessi fra i 30 e i 40 allievi scelti fra 550 candidati (400 femmine e 150 maschi) . Per l'ammissione i candidati devono passare due esami: un esame fisico e un esame di danza.
I criteri dell'esame fisico esigono che la statura e il peso del candidato siano compresi entro due valori determinati . Ci si assicura così che le proporzioni fisiche siano adeguate, e si cerca anche di capire se lo sviluppo fisico continuerà in modo adatto .

### Concorso annuale
Gli allievi selezionati sono sottoposti a valutazioni continue. Ogni divisione si chiude con un concorso annuale che si svolge alla fine dell'anno scolastico a maggio. La bocciatura non prevede la ripetizione dell'anno ma l'esclusione dalla scuola.

### Risultati e sbocchi di carriera
Il tasso di riuscita è molto basso. In media, di 550 bambini candidati alla prima divisione solo 30 o 40 sono ammessi alla scuola, e di questi solo una dozzina arrivano al termine del cursus scolare di sei anni.
Al termine degli studi, gli allievi concludono il loro percorso di apprendimento con il concorso di ingresso nel corps de ballet. I migliori tra loro entrano nel Balletto dell'Opéra di Parigi nel grado di quadrilles stagiaires. In caso di bocciatura, la ripetizione dell'anno è autorizzata solo se l'allievo è minore di 18 anni. I laureati della prima divisione ricevono il Diplôme National Supérieur Professionnel de Danseur.
Per chi riesce a completare il corso di studi, ogni anno sono disponibili da uno a quattro posti nel Balletto dell'Opéra. 
«Ci sono danzatori fatti per il Balletto dell'Opéra di Parigi, e danzatori che sono fatti per i balletti delle province» ha dichiarato Élisabeth Platel, direttrice della scuola .
Dato che il numero di danzatori del Balletto è pressappoco costante (circa 150), e poiché la carriera di danzatore dura circa 20 anni, ogni anno 7 o 8 danzatori nuovi rimpiazzano quelli che si ritirano.

## Direttrici dal 1972
- 1972 - 2004: Claude Bessy
- Dal 2004: Élisabeth Platel

## Équipe attuale
Ci sono dodici professori per le sei divisioni (maschi e femmine) e un professore per lo stage semestrale. Gli insegnanti sono di regola ex danzatori del Balletto dell'Opéra, sujets o premiers danseurs.
Talvolta, nell'équipe degli insegnanti sono presenti étoiles come Wilfried Romoli, Carole Arbo e Fanny Gaïda. Romoli e Arbo sono professore in terza divisione sia per i maschi che per le femmine, mentre Gaïda è in prima divisione per le femmine .

## Motto
L'essenziale nella danza è non mostrare lo sforzo. Il cammino è duro 

## Avvenimenti
Gli allievi partecipano agli avvenimenti annuali della scuola, in particolare al grand défilé di settembre accanto al corps de ballet, ai premiers danseurs e alle étoiles, e inoltre agli spettacoli e alle dimostrazioni della scuola che hanno luogo in dicembre sul palcoscenico del Palais Garnier .

## Equivalenti
Tutte le grandi compagnie di balletto hanno la propria scuola di danza. La più celebre è l'Accademia di danza Vaganova del Théâtre Mariinsky di San Pietroburgo dove si è formato Rudol'f Nureev.

## Filmografia
- «Les Enfants de la Danse» de Dirk Sanders, 1989, 3 h 51 min, in quattro parti[17]

In occasione del trasferimento a Nanterre nel 1987, la direttrice Claude Bessy e il regista Dick Sanders hanno concepito questo documentario televisivo sulla vita nella scuola. I quattro film che lo compongono sono visibili nella Sala delle collezioni del Forum des images, Forum des Halles a Parigi.
- «Aurélie Dupont, l'espace d'un instant » di Cédric Klapisch, 2010, 55 min [18][19] All'inizio del film ci sono dei passaggi presi dal documentario «Les enfants de la danse» di Dirk Sanders. Aurélie Dupont vi è filmata all'età di quindici anni durante una lezione con Clairemarie Osta.
- «Graines des étoiles», serie documentaria di Françoise Marie, 2013, 156 min, 6 episodi di 26 min[7]